# Uretropubopexia
Uretropubopexia é uma técnica de correção cirúrgica da incontinência urinária e da incontinência de esforço feminina. 
A cirurgia promove a reangulação da uretra em relação ao colo vesical. Dentre as várias maneiras de fazê-la, a mais comum é a técnica de Marshall-Marchetti-Krantz.
Essa técnica vem sendo substituída pela suspensão por sling, com o mesmo propósito.